# Кіт Бердж
Вільям Кіт Бердж (англ. William Keith Burge, нар. 10 серпня 1950, Тоніпанді) — валлійський футбольний арбітр. Обслуговував матчі англійської футбольної ліги та Прем'єр-ліги, арбітр ФІФА з 1986 по 1995 рік. Його інша професія — держслужбовець.

## Кар'єра
Він був призначений арбітром англійської Футбольної ліги у 1986 році, у віці тридцяти п'яти років, ставши останнім валлійським рефері, що був включений до англійської системи футболу, оскільки ця схема була заборонена УЄФА в 1997 році.
Він був у списку арбітрів на дебютний сезон Прем'єр-ліги (1992/93) і дебютував у цьому турнірі 5 вересня 1992 року у грі «Вімблдон» — «Арсенал» (3:2).
Він був арбітром ФІФА до 1995 року, коли згідно з правилами у віці сорока п'яти змушений був завершити суддівство матчів на міжнародному рівні. Однією з останніх обслужених зустрічей була гра в рамках відбору на Євро-1996, коли Литва зіграла 0:0 вдома з Хорватією 29 березня 1995 року.
На внутрішній арені Кіт продовжив судити матчі в Прем'єр-лізі ще протягом чотирьох сезонів, поки остаточно не пішов з суддівства після свого останнього матчу в Прем'єр-лізі, в якому «Манчестер Юнайтед» 1 травня 1999 року на «Олд Траффорд» обіграв «Астон Віллу» (2:1).